# Хирзау (аббатство)
Аббатство Хирзау (нем. Kloster Hirsau, лат. Hirsaugiensis abbatia), Гиршау или Гирсау — бывший бенедиктинский монастырь, оказавшего своей школой большие услуги образованию юго-западной Германии, в Хирзау (ныне — часть города Кальв северный Шварцвальд, земля (государство) Баден-Вюртемберг), на Нагольде.
Монастырь Хирзау (также Хирсау, Хиршау) во второй половине XI и в XII веках — один из наиболее влиятельных монастырей Германских государств. Расцвет монастыря связан с деятельностью аббата (1069-91) и пытливого учёного Вильгельма (ок.1030-1091), который стал во главе движения по реформированию монастырского уклада, известного под названием «реформа Хирзау» (было частью общего движения григорианских церковных реформ). К моменту окончания строительных работ во вновь образованном аббатстве Святых Петра и Павла (1120 год) монастырь был крупнейшим по площади в Германии, Австрии, Швейцарии и Эльзасе. В середине XV века аббатство пережило второй экономический и духовный подъём. В 1692 году в ходе войны за Пфальцское наследство Хирзау подвергся нападению французских войск: монастырь и прилегавший к нему герцогский замок постройки XVI века были разграблены и сожжены. 
К настоящему времени сохранились перестроенная в XIX веке капелла Святой Марии, использующаяся в качестве евангелической приходской церкви, 37-метровая «Совиная башня», руины клуатра и замка.

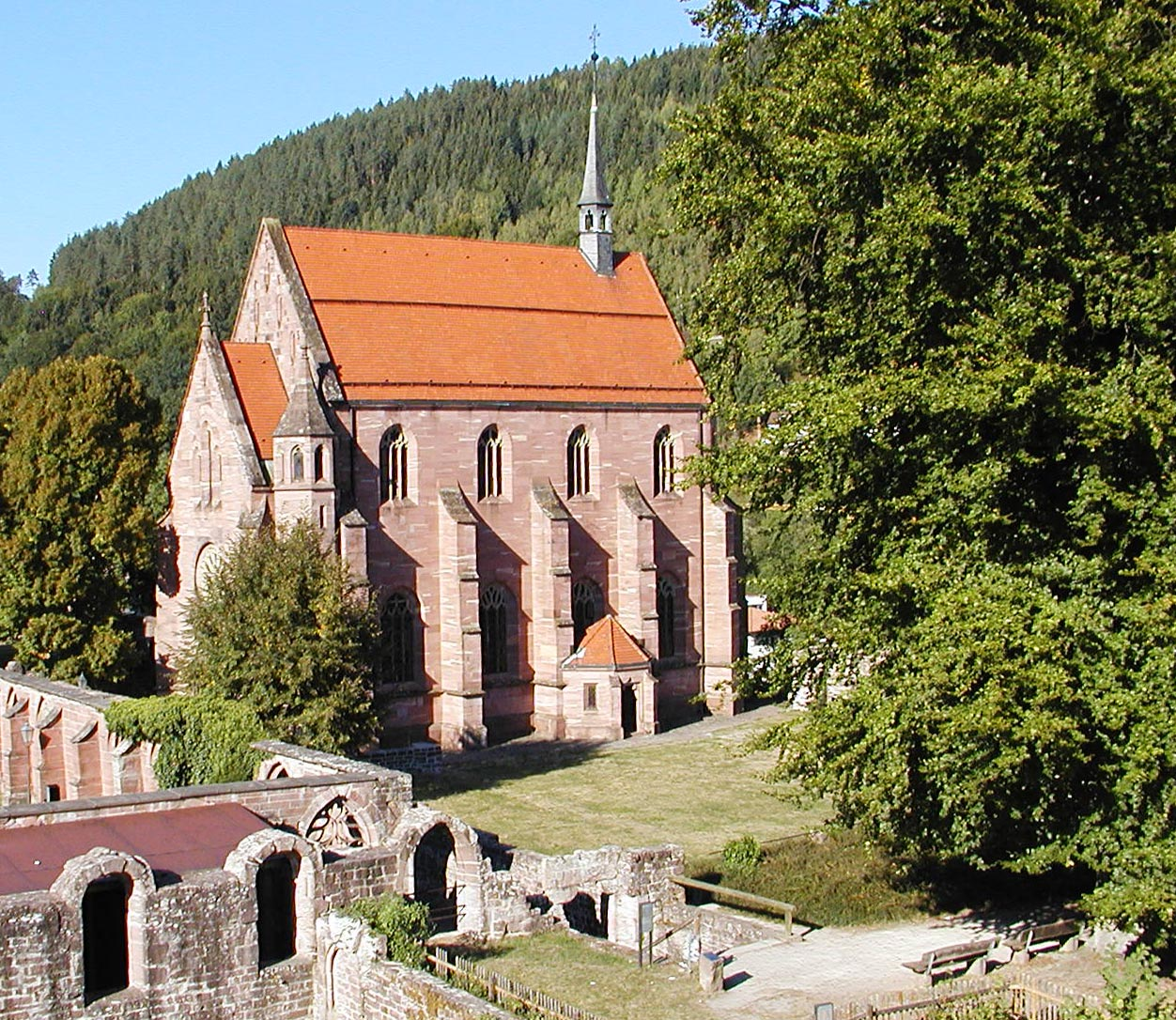
Капелла Девы Марии
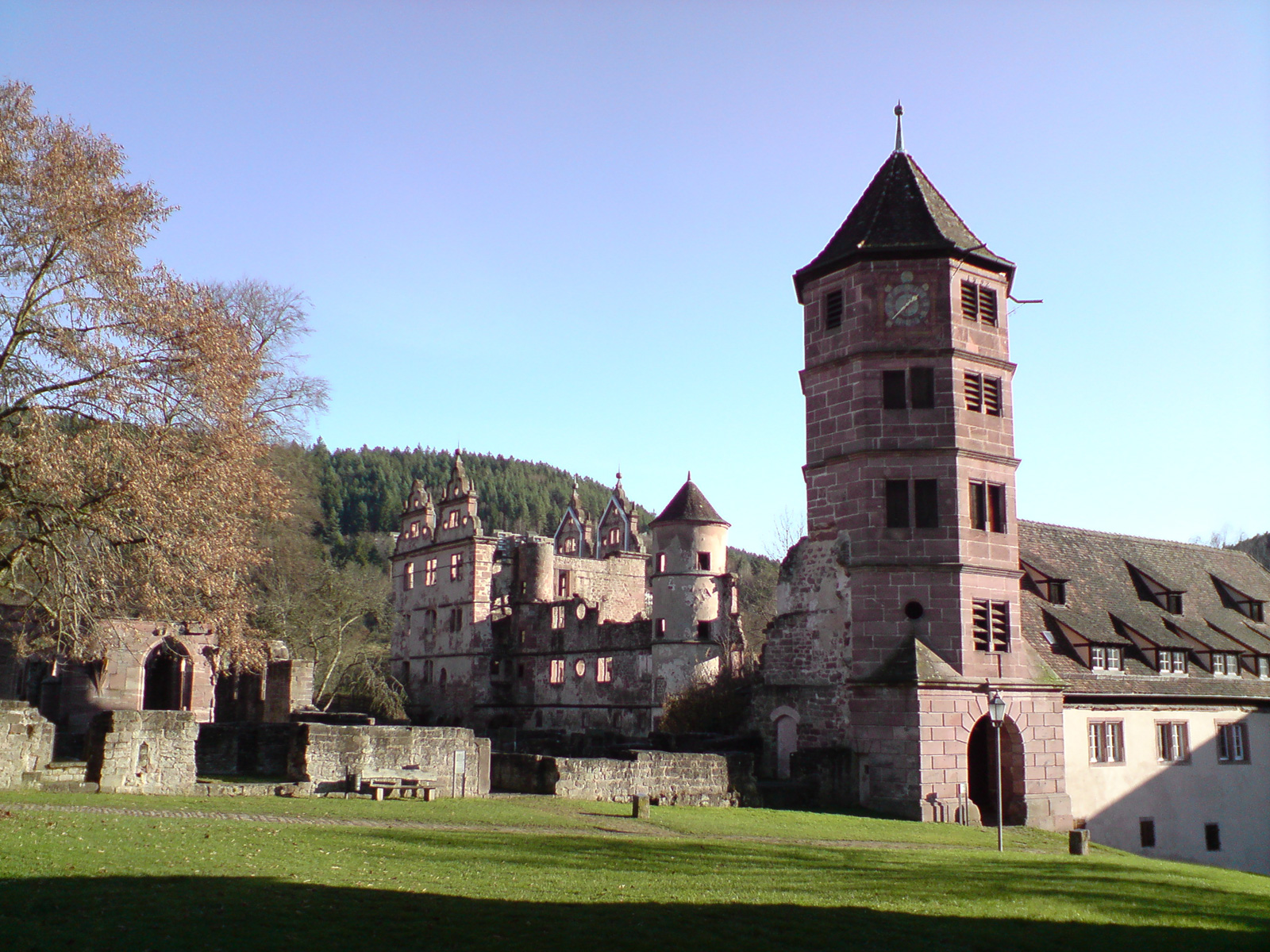
Совиная башня и развалины герцогского замка в Хирзау
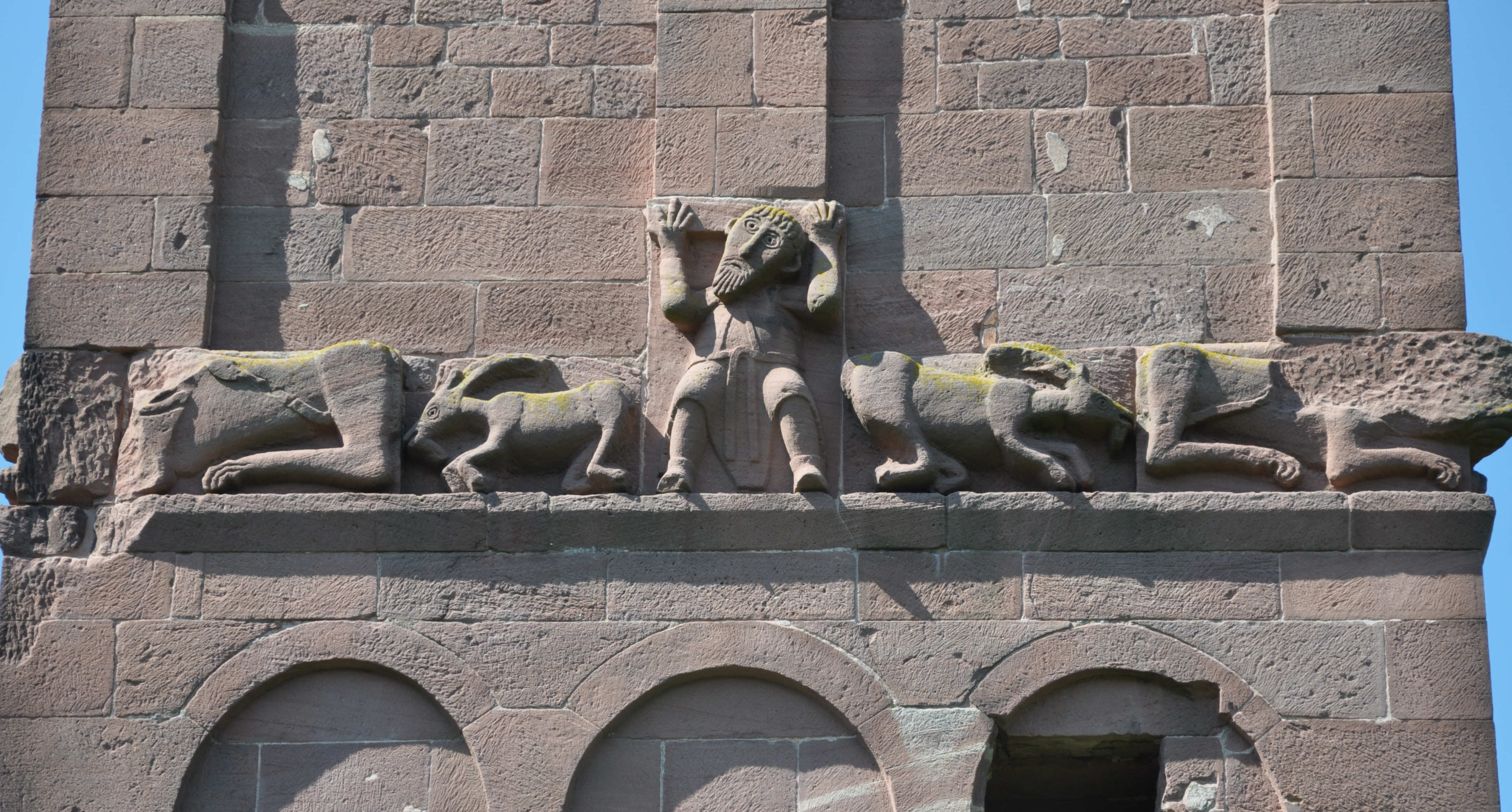
Каменная скульптура на Совиной башне

## История
Первые церковные сооружения появились в Хирзау ещё в VIII столетии — воздвигнутая в 765 году капелла Святого Назария. В 830 году сюда были доставлены из Милана мощи св. Аврелия. При капелле, где хранились мощи, был образован Аврелианский монастырь, просуществовавший приблизительно до 1000 года, после чего был заброшен. В 1049 году, по указанию папы Римского Льва IX, посетившего эти места, его племянник граф Адальберт Кальвский разыскал останки св. Аврелия и в 1059 начал строительство нового монастыря. Новый собор Петра и Павла был построен с колоннадой в романском стиле и двумя башнями по краям, а южнее него — здания для нужд монахов. После создания в 1092 году в Хирзау монастыря св. Петра и Павла аббатство св. Аврелия было преобразовано в подчинённый последнему приорат. Окончательно строительство монастыря (по образцу и подобию Клюнийского аббатства) завершилось в середине XII века.
В середине XV века аббатство пережило новый расцвет. Избранный в 1460 году аббат в Гиршау изгнал всех бегинов из их дома в Альтбурге за их дурное поведение и поместил на их место доминиканских терциариев. За это бегарды составили против аббата заговор, первыми жертвами которого сами и пали. В 1474 году стены монастыря были отреставрированы, к 1516 году в Хирзау возведены новые здания в стиле готики. Однако в 1536 году вследствие проведённой в Вюртемберге Реформации аббатство было лишено своего духовного статуса, а в 1556 монастырь св. Петра и Павла был преобразован в лютеранскую общину. В 1584 году часть монастыря и церковь были снесены, остальные же постройки использовались как склады, хлев для скота, залы для физических упражнений и пр. В ходе Тридцатилетней войны аббатство Хирзау вновь стало католическим и было заселено монахами-бенедиктинцами из Вайнгартена. За период с 1630 по 1651 оно неоднократно переходило из рук в руки — от католиков к протестантам, и наоборот. С начала XVIII в. местная лютеранская община использует сохранившуюся монастырскую капеллу Девы Марии как свою церковь. В 1888—92 годах капелла была перестроена в неоготическом стиле.
В 1586—92 годах в непосредственной близости от монастыря герцоги Вюртемберга возвели охотничий ренессансный замок (разрушен во время войны за пфальцское наследство).
Между 1876 и 1989 годами на территории бывшего монастыря неоднократно проводились археологические раскопки, давшие обширный научный материал об истории, архитектуре и быте средневекового аббатства. В 1991 г. здесь был открыт музей. В настоящее время территория бывшего монастыря является земельной собственностью Баден-Вюртемберга и открыта для посещений.